# Nompatelize
Nompatelize est une commune française située dans le département des Vosges en région Grand Est.
Les habitants de souche ancienne s'appelaient les Nompateliziens ou Nompatelizois. Le conseil municipal, réuni le 25 mars 2013, a décidé que, désormais, les habitants seraient appelés les Norpadiens.

## Géographie

### Géologie et relief
La commune occupe un plateau de roches volcaniques recouverts à ses extrémités par des dépôts gréseux âgés du Permien, qui deviennent très épais au sud et à l'est dans le bassin permien de Saint-Dié. Le centre de Nompatelize est sur une bouche du volcan permien, autrefois dans un milieu torride crachant une lave siliceuse déjà fortement pétrifiée. Cette rhyolite ignimbrite venue des chambres magmatiques en profondeur par de fins couloirs de remontée s'est amassée au voisinage méridional d'une bande fine de schistes et de diorites de l'Ordovicien supérieur qui ont subi un fort écrasement et un intense métamorphisme sous la chaine de montagne formée au Carbonifère. Le village est situé à l'ouest de Brehimont, hameau de Saint-Michel-sur-Meurthe situé sur un autre cône volcanique.

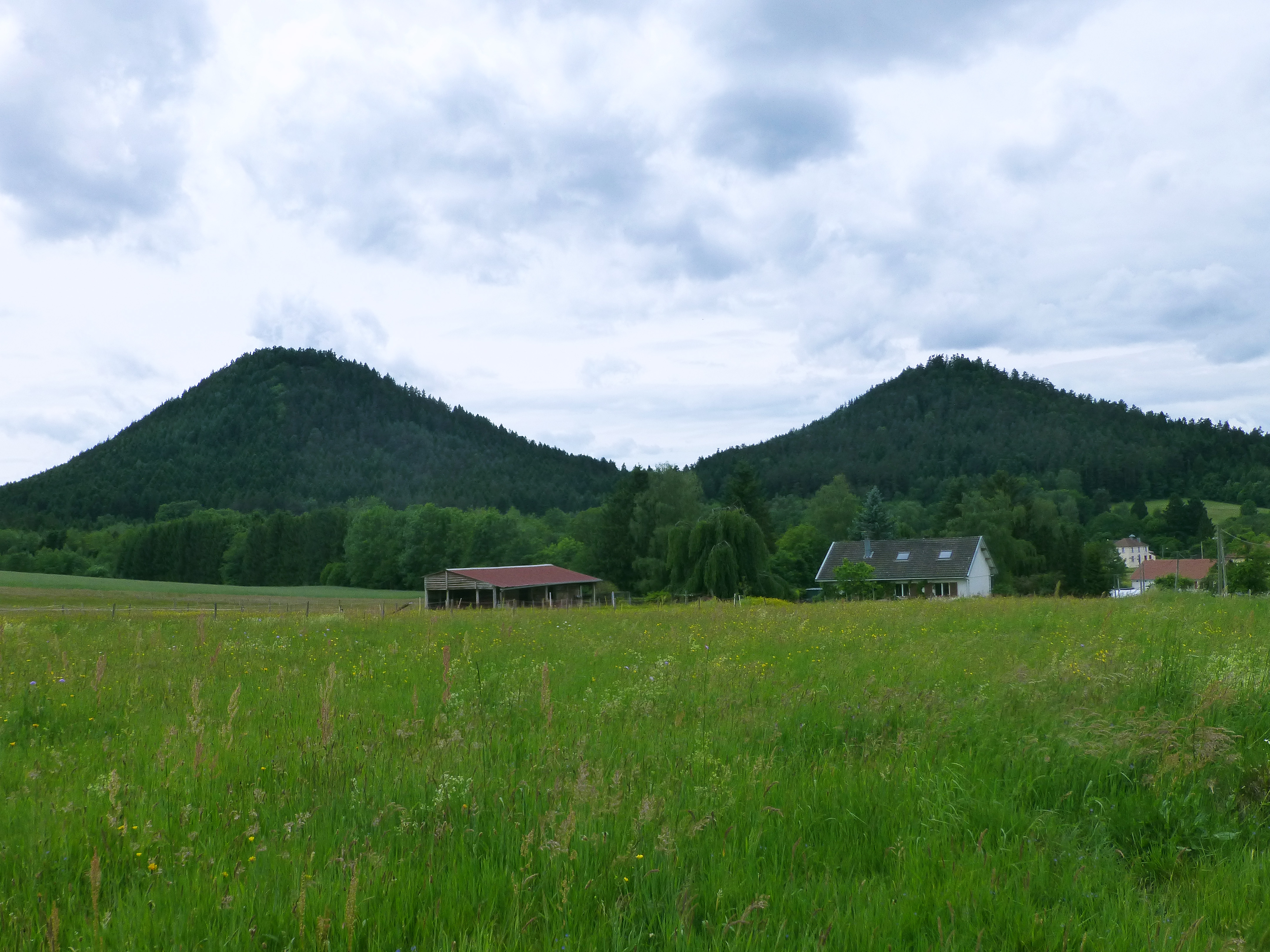
Les Jumeaux.

La situation dominante de ce plateau entre les vallées de la Meurthe et de la Valdange, aujourd'hui traversé par la route entre Saint-Dié et le col du Haut du Bois, offre des points de vue remarquables au septentrion, en particulier vers Raon-l'Étape, mais aussi à l'orient vers Saint-Dié-des-Vosges.
Le point culminant du territoire communal est le moins élevé des deux petits massifs gréseux nommés Jumeaux qui prolongent la partie nord du vaste massif de la Madeleine qui se poursuit au sud au-delà du col du Haut Jacques. Cette contrée s'est autrefois appelée Agne. La commune de Nompatelize dont la communauté d'origine, patronne du Haut-Ban, a longtemps utilisé et entretenu une vieille route de débardage des bois des montagnes gréseuses du Sud, se prolonge au nord de Saint-Michel-sur-Meurthe par le hameau de Biarville atteint la Meurthe au lieudit Bourmont, ancien port sur la Meurthe dont l'altitude n'est que de 301 mètres.

### Sismicité
Commune située dans une zone 3 de sismicité modérée.

### Communes limitrophes
| Saint-Remy   | Étival-Clairefontaine    | La Voivre                |
| La Salle     | Nompatelize              | Saint-Michel-sur-Meurthe |
| La Bourgonce | Saint-Michel-sur-Meurthe |                          |

### Hydrographie et les eaux souterraines
Hydrogéologie et climatologie : Système d’information pour la gestion des eaux souterraines du bassin Rhin-Meuse :
Territoire communal : Occupation du sol (Corinne Land Cover); Cours d'eau (BD Carthage),
Géologie : Carte géologique; Coupes géologiques et techniques,
 Hydrogéologie : Masses d'eau souterraine; BD Lisa; Cartes piézométriques.
La commune est située dans le bassin versant du Rhin au sein du bassin Rhin-Meuse. Elle est drainée par la Meurthe, la ruisseau la Valdange, le ruisseau de Biarville et le ruisseau le Maubret,.
La Meurthe, d'une longueur totale de 160,6 km, prend sa source dans la commune du Valtin et se jette dans la Moselle à Pompey, après avoir traversé 53 communes.
La Valdange, d'une longueur totale de 14,8 km, prend sa source dans la commune de La Bourgonce et se jette dans la Meurthe à Étival-Clairefontaine, après avoir traversé cinq communes.

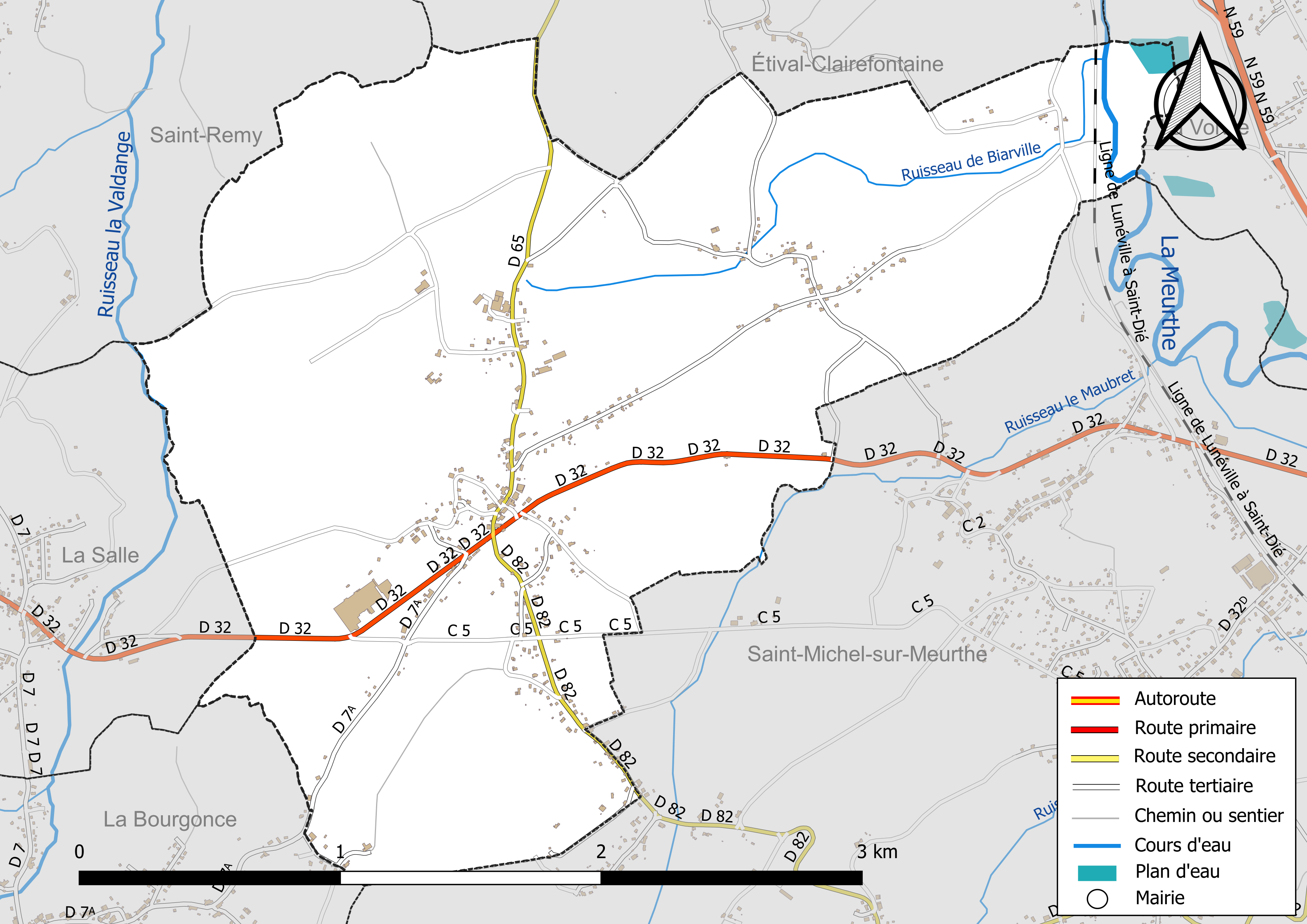
Réseaux hydrographique et routier de Nompatelize.

La qualité des eaux de baignade et des cours d’eau peut être consultée sur un site dédié géré par les agences de l’eau et l’Agence française pour la biodiversité.

### Climat
Pour des articles plus généraux, voir Climat du Grand Est et Climat des Vosges.
En 2010, le climat de la commune est de type climat de montagne, selon une étude du Centre national de la recherche scientifique s'appuyant sur une série de données couvrant la période 1971-2000. En 2020, Météo-France publie une typologie des climats de la France métropolitaine dans laquelle la commune est exposée à un climat semi-continental et est dans la région climatique  Vosges, caractérisée par une pluviométrie très élevée (1 500 à 2 000 mm/an) en toutes saisons et un hiver rude (moins de 1 °C). 
Pour la période 1971-2000, la température annuelle moyenne est de 9,4 °C, avec une amplitude thermique annuelle de 16,9 °C. Le cumul annuel moyen de précipitations est de 989 mm, avec 13,3 jours de précipitations en janvier et 10,7 jours en juillet. Pour la période 1991-2020, la température moyenne annuelle observée sur la station météorologique de Météo-France la plus proche, « Ban-de-Sapt », sur la commune de Ban-de-Sapt à 12 km à vol d'oiseau, est de 10,3 °C et le cumul annuel moyen de précipitations est de 1 027,3 mm. 
La température maximale relevée sur cette station est de 36,9 °C, atteinte le 7 août 2015 ; la température minimale est de −17 °C, atteinte le 19 décembre 2009,,. 
Les paramètres climatiques de la commune ont été estimés pour le milieu du siècle (2041-2070) selon différents scénarios d'émission de gaz à effet de serre à partir des nouvelles projections climatiques de référence DRIAS-2020. Ils sont consultables sur un site dédié publié par Météo-France en novembre 2022.

## Urbanisme

### Typologie
Au 1er janvier 2024, Nompatelize est catégorisée commune rurale à habitat dispersé, selon la nouvelle grille communale de densité à sept niveaux définie par l'Insee en 2022.
Elle appartient à l'unité urbaine de Saint-Dié-des-Vosges, une agglomération intra-départementale regroupant 16  communes, dont elle est une commune de la banlieue,,. Par ailleurs la commune fait partie de l'aire d'attraction de Saint-Dié-des-Vosges, dont elle est une commune de la couronne,. Cette aire, qui regroupe 47 communes, est catégorisée dans les aires de 50 000 à moins de 200 000 habitants,.

### Occupation des sols
L'occupation des sols de la commune, telle qu'elle ressort de la base de données européenne d’occupation biophysique des sols Corine Land Cover (CLC), est marquée par l'importance des territoires agricoles (61,5 % en 2018), en diminution par rapport à 1990 (63,1 %). La répartition détaillée en 2018 est la suivante : 
zones agricoles hétérogènes (48 %), forêts (31,1 %), prairies (13,5 %), zones urbanisées (7,3 %). L'évolution de l’occupation des sols de la commune et de ses infrastructures peut être observée sur les différentes représentations cartographiques du territoire : la carte de Cassini (XVIIIe siècle), la carte d'état-major (1820-1866) et les cartes ou photos aériennes de l'IGN pour la période actuelle (1950 à aujourd'hui).

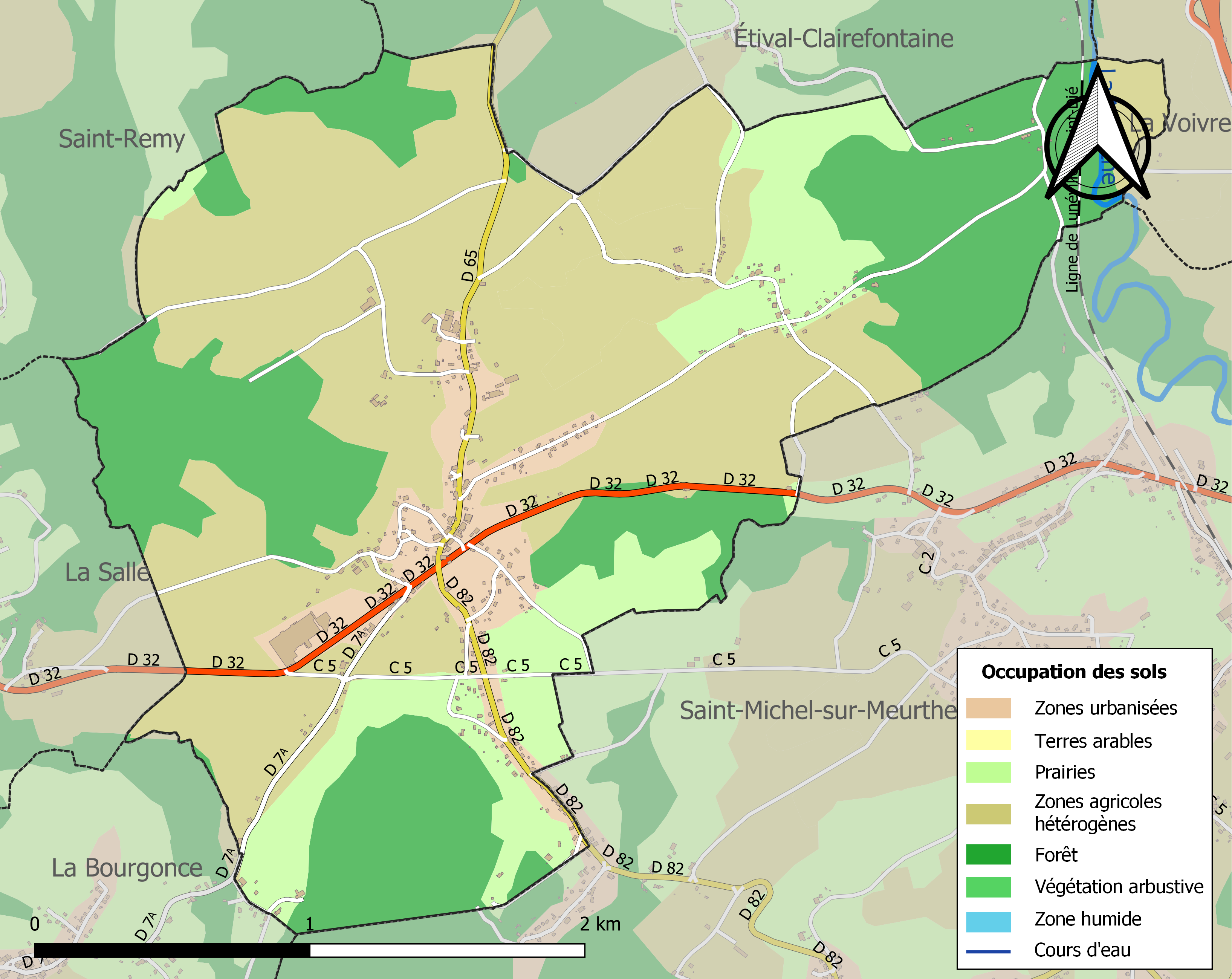
Carte des infrastructures et de l'occupation des sols de la commune en 2018 (CLC).

## Toponymie
Attestée sous la forme Norpardi ecclesiae en 1140.

## Histoire

### Moyen-âge

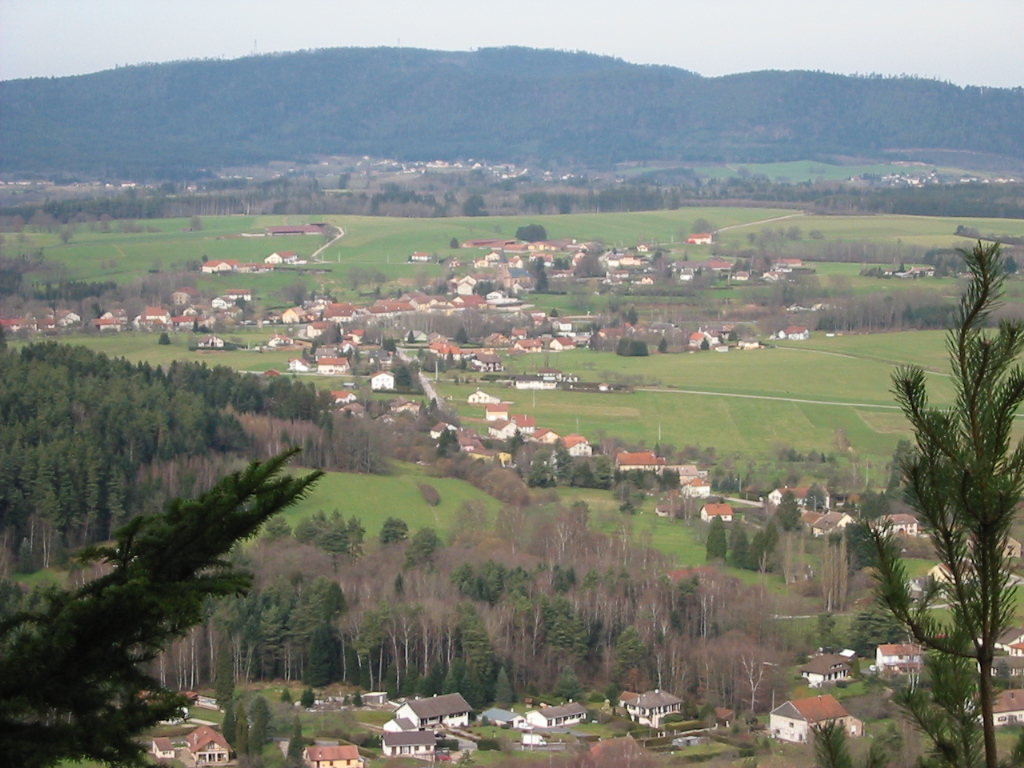
Vue d'ensemble depuis la roche du Chemont.

Nompatelize apparaît être une villa ou grand domaine, vieux lieu du pouvoir économique au milieu d'un plateau cultivé bien avant le XIe siècle. La contrée est déjà peuplée et administrée sous le Bas-Empire. Bien avant la fondation du ban d'Étival au VIIe siècle ou la donation religieuse de sainte Richarde au chapitre d'Étival, elle est parsemée de hameaux modestes dont certains subsistent et d'autres ont disparu. Les récents travaux dans les archives strasbourgeoises ont permis de retrouver trace de Norpardi cellae ou Norpard ecclesia au IXe siècle. Ces études d'histoire locale amènent à modéliser le territoire précocement autonome de Nompatelize en grand domaine, les hameaux seraient des manses libres ou serviles, les Feignes issus du terme fines, désignant les fins, c'est-à-dire les terres aux limites du terroir agraire, seraient ainsi aux limites du vaste domaine forestier d'Agne qui devient après le XIIe siècle les bois de Mortagne au sud et de la Madeleine au nord. L'extension serait optimale sur le plateau vers La Salle, La Bourgonce et Bréhimont.
Ce grand domaine et sa grange sont intégrés au chapitre d'Étival, tel qu'il est créé par la charte de l'impératrice Richarde en 886.
Les chanoines réguliers prémontrés, appelés par les chanoinesses d'Andlau s'installent sur le ban d'Étival en chassant à Autrey les anciens chanoines en 1146. Les moines blancs prémontrés dépendants de Flabémont assument sous la conduite de Gilbert après 1147 leur mission apostolique, en particulier disent la messe et attirent des hommes d'art et de nombreux convers. Les habitants, constamment encadrés par les moines blancs sous un régime quasi militaire, édifient des habitats en dur, pierre, brique et bois, couverts de toit en tuile plus que de chaume, développent les cultures végétales, tracent des routes en pierre nécessaires à l'aménagement planifié du paysage, à l'essor du bâtiment et du transport par chariot et par flotte. Le port de Bourmont permet de faire glisser sur la Meurthe tronces et planches issues des forêts de Mortagne.
Ne se contentant plus d'une chapelle trop modeste, les chanoines décident d'y implanter une église en l'honneur de leur premier fondateur, le pieux Norbert de Xanten. Ils reconnaissent par intérêt politique la vieille assemblée des hommes vivant sur cette partie haute de leur ban et semblent habilement confondre Norpardi ecclesia et Norberti ecclesia, l'assemblée de Norbert. Il est probable que l'apparente homophonie entre Norpardi et Norberti soit propice à l'œuvre évangélique et à la reconnaissance locale du pouvoir sacré des chanoines blancs. Nompatelize est aussi momentanément reconnue comme une hiérophanie incontournable et un pôle humain du territoire abbatiale.
Les grains s'accroissent, les granges se multiplient au XIIIe siècle. L'exemple des techniques et des compétences des moines blancs prémontrés a déjà servi de modèle à toute la montagne. L'exploitation des bois de Mortagne permet d'exporter les planches au port de Bourmont, sur la Meurthe. Le lieu déjà promu chef-lieu du haut-ban jadis implanté le long d'un ancien chemin, est devenu un diverticule de la route qui relie Rambervillers à Colmar.
Aussi, après s'être émancipés de la tutelle des suzeraines chanoinesses d'Andlau qui, à l'origine, possèdent les deux tiers du ban, en acceptant un lourd paiement de redevances seigneuriales en argent, le chapitre et l'abbé qui dépendent toujours de Flabémont décident de s'adonner à la vie contemplative que son abbaye-mère recommande. Ils se cloîtrent dans leur belle abbaye à Étival pour ressortir après quelques décennies, ruinés par les seigneurs co-traitants qui ont accaparé une grande part des biens et revenus. Les religieux démunis entrent alors dans une phase de décadence religieuse qui leur font perdre renommée et réputation, d'abord parmi les gens du peuple puis auprès des puissants et des responsables du pouvoir civil après une excommunication du chapitre.
Un redressement est entrepris par l'abbé, les chanoines empruntent à la collégiale de Saint-Dié, aux marchands de Bruyères et de Rambervillers, de Raon-l'Étape et lentement, étape par étape, rachètent les parts féodales, reprennent le contrôle de la  fabrique de Nompatelize et des chapelles des environs. Ils retrouvent une puissance seigneuriale et exercent leur justice souveraine au cours du XVe siècle.
En 1478, frère Didier Moyen, curé des granges (c'est-à-dire de Nompatelize) crée en accord avec le couvent d'Étival une fondation pour préserver la maison, la chapelle et la fontaine de Bouilly. Cette chapelle dédiée à la Vierge, au-dessus de Nompatelize qui compte alors des grosses fermes ou exploitations agricoles, est au cœur des préoccupations de ce riche chanoine. Il donne pour l'entretien de la chapelle, en particulier son luminaire et sa toiture, veut qu'une messe y soit dite chaque semaine, et surtout qu'aux fêtes Notre-Dame, au lundi de Pâques et au premier de l'an, prieur et chapitre s'y déplacent, en plus d'y organiser un pèlerinage en portant la lourde croix le lundi de Pentecôte. L'abbé Gérard d'Essey s'oppose à ce qu'il prend sans doute pour une lubie, mais le chapitre a bel et bien signé. À partir de ce moment symbolique, la communauté cumule à nouveau l'essentiel des pouvoirs sacrés sur le haut ban d'Étival qui compte aussi les communautés de l'Hoste du Bois (La Salle), La Bourgonce et Saint-Michel. Elle préserve aussi son rôle économique clef, avec ses cultures végétales, son élevage et le contrôle du transport du bois.

### Epoque moderne
L'apogée de l'abbaye stivalienne arrive au début du XVIe siècle, alors que la tutelle de Flabémont s'évanouit. L'abbaye traverse les aléas du froid XVIIe siècle alors que sa direction adopte la réforme de Servais de Lairuelz. Le plateau est dévasté après 1633, mais se repeuple vite à la fin du siècle.
Au milieu du XVIIIe siècle, le plateau est intensément cultivé et densément peuplé. Les habitants du Haut Ban continue à assister aux plaids d'Étival jusqu'en 1747, date à laquelle la mense abbatiale passe en commende à l'évêque de Toul monseigneur Bégon. Le Haut Ban semble rattacher à la prévôté de Saint-Dié et l'entité stivalienne disparaît définitivement avec l'érection de l'évêché de Saint-Dié en 1776. Nompatelize devient une commune à la Révolution. Elle achète un coffre pour mettre sous clef ses archives et subit les affres des réquisitions de guerre.
En 1786, il existait au sommet des Jumeaux, une pierre levée connue de tout le pays sous le nom de pierre à cheval. C'était une énorme table druidique de 8 mètres de long et 5 de large, placée sur deux piliers très élevés. Elle fut détruite en cette année pour servir à la construction de l'église de Nompatelize.

### Temps de guerre
Le plateau de Nompatelize est par trois fois un champ de bataille ou un lieu de combat :
- Le 6 octobre 1870, la bataille de la Bourgonce et de Nompatelize se déroule aussi sur une vaste partie du plateau de Saint-Rémy à Saint-Michel-sur-Meurthe en passant par La Salle. Elle laisse 1500 morts français, principalement des mobiles du 34e régiment des Deux-Sèvres sous les ordres du général Dupré et du 32e de marche de ligne du colonel Hocédé. Les Badois du général Degenfeld, un moment dépassés par les assauts français dès l'après-midi, mais appuyés par une artillerie positionnée efficacement au-dessus du ravin de Saint-Michel pour neutraliser les quelques canons français sur le flanc des Jumeaux, accusent le tiers de pertes. Le manque de réalisme du commandement et l'impréparation de la troupe française expliquent la déroute de l'après-midi après la survenue des renforts d'infanterie badois. Le général Dupré, blessé puis remplacé par Hocédé fauché mortellement, a permis d'effectuer en quelques jours le déblayage des Vosges par une partie de la nouvelle treizième armée allemande créée après la capitulation de Strasbourg, car le général Cambriels, apprenant la nouvelle à Épinal, ordonne le retrait[23].

Commémoration de la bataille de Nompatelize (1870).
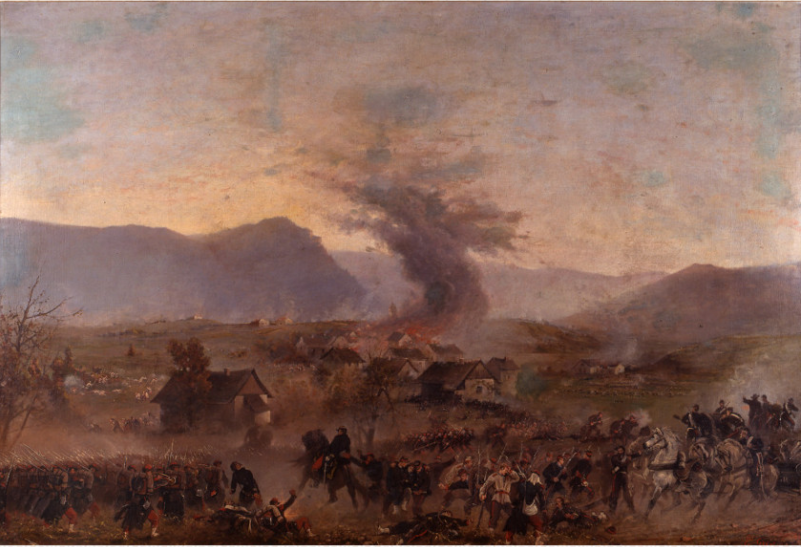
Le bataillon des mobiles de la Meurthe à la bataille de Nompatelize.
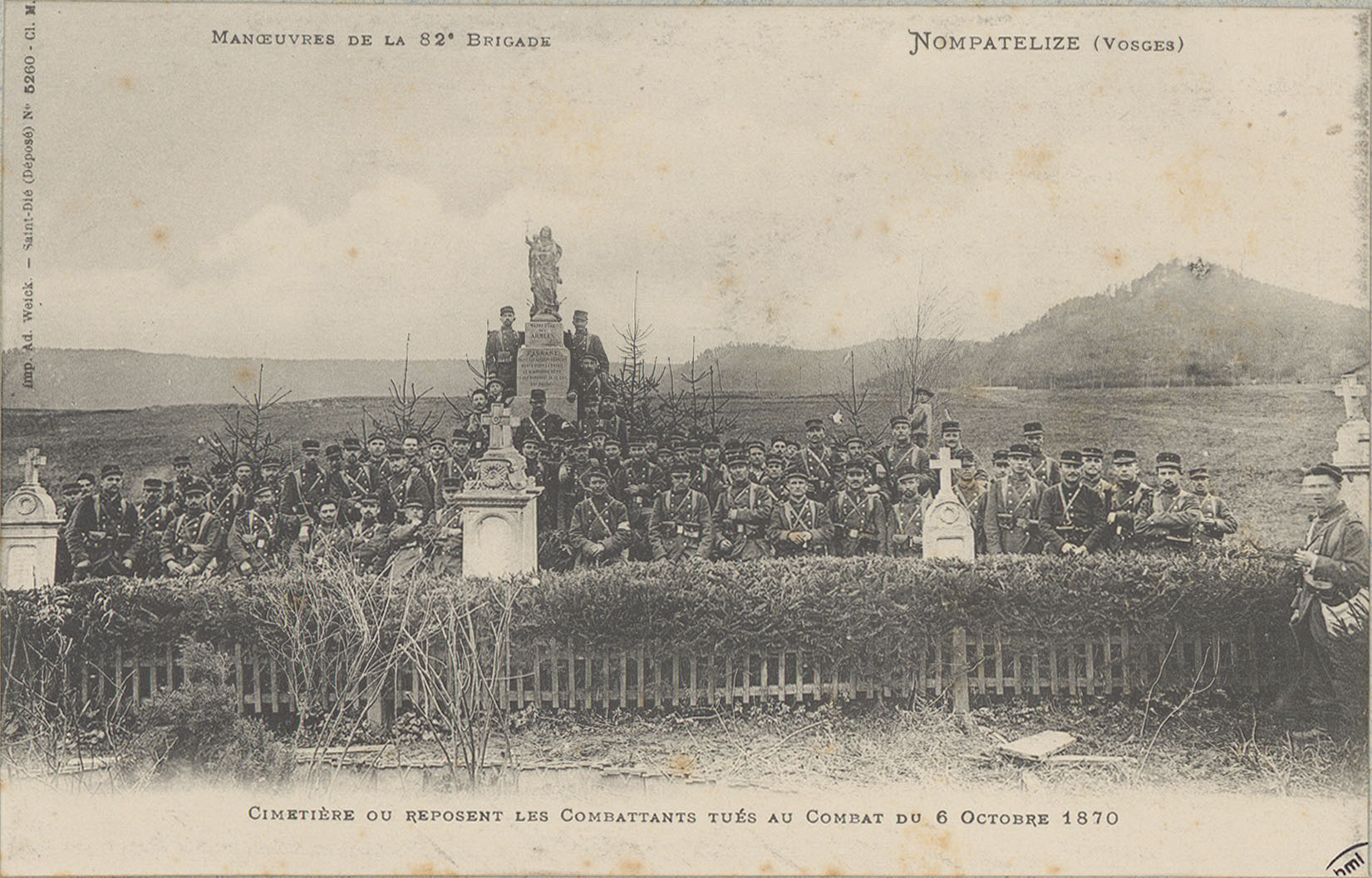
Manœuvres de la 82e brigade, Cimetière où reposent les combattants tués au combat du 6 octobre 1870.
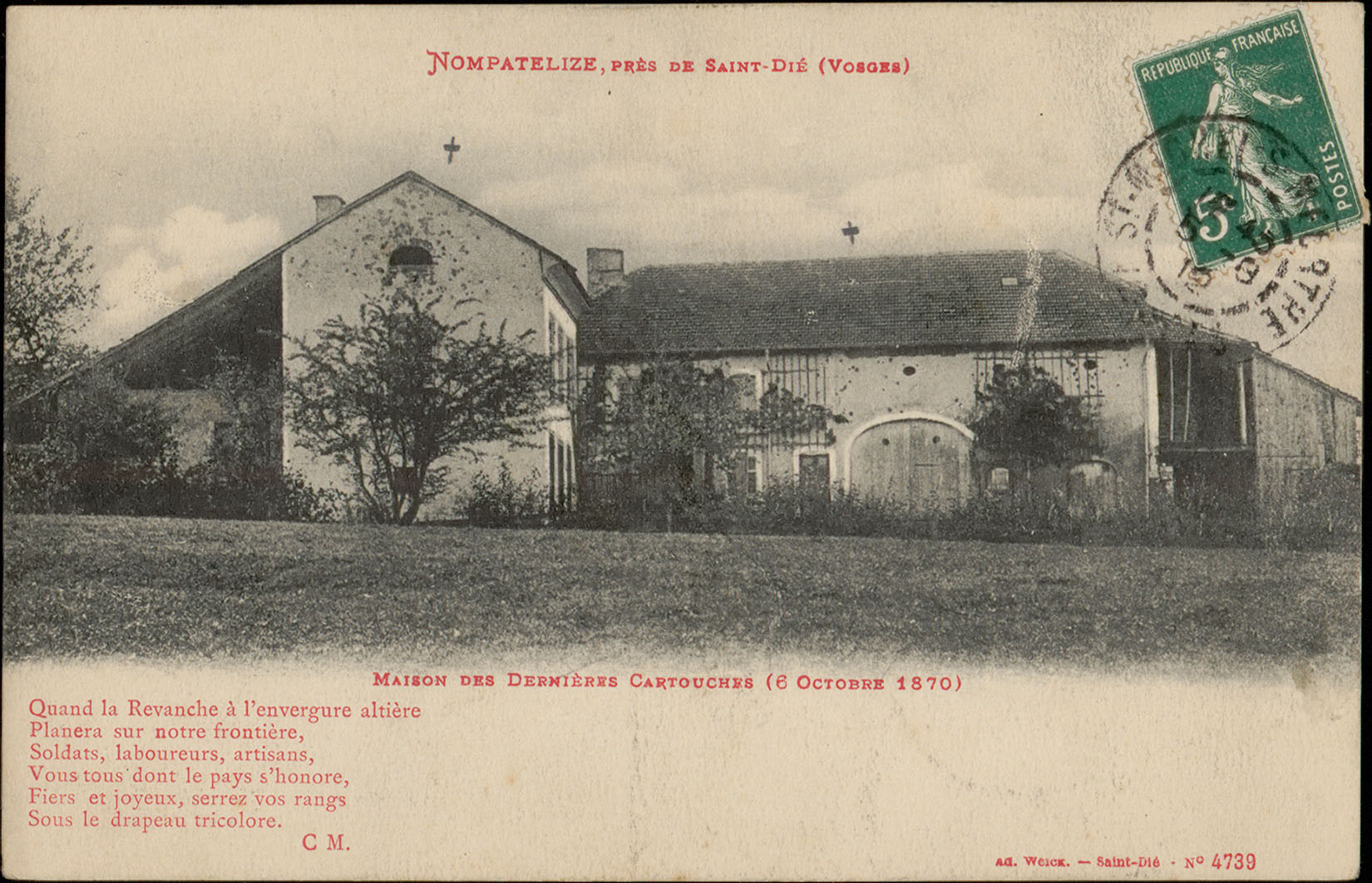
Maison des dernières cartouches (6 octobre 1870)  - fonds photographique Ad. Weick.
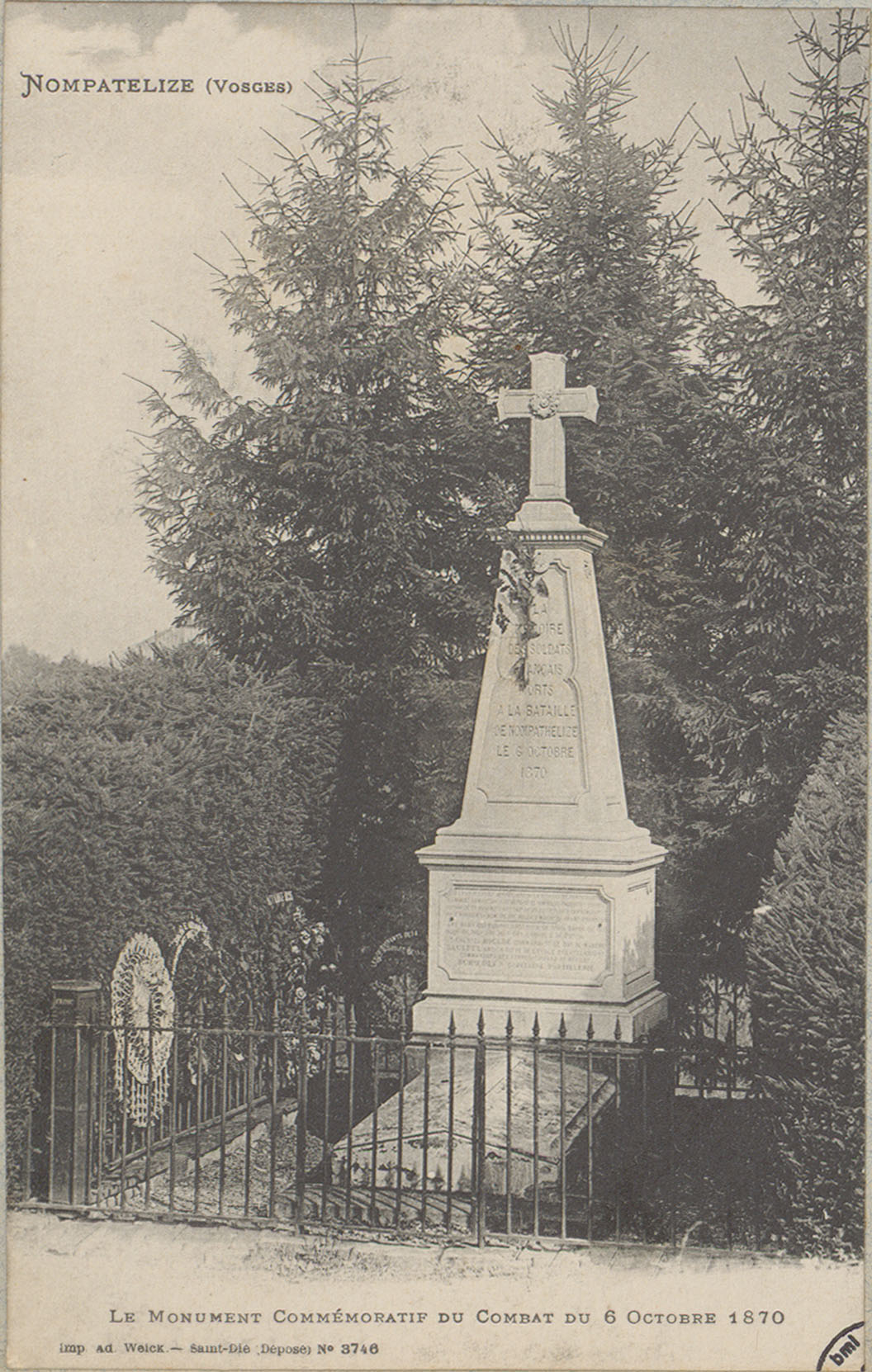
Le monument commémoratif du 6 octobre 1870.
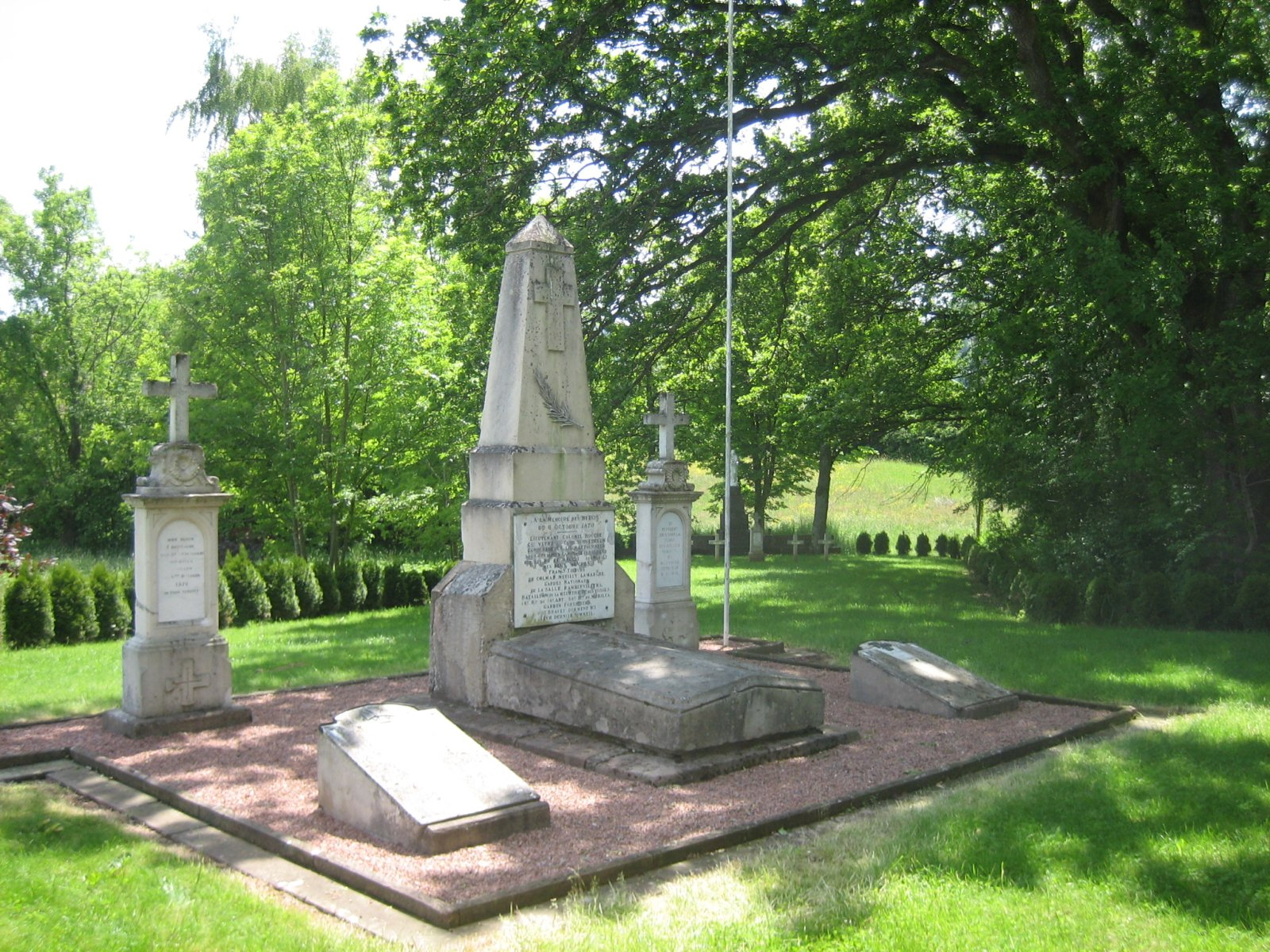
Monument aux morts 1870.

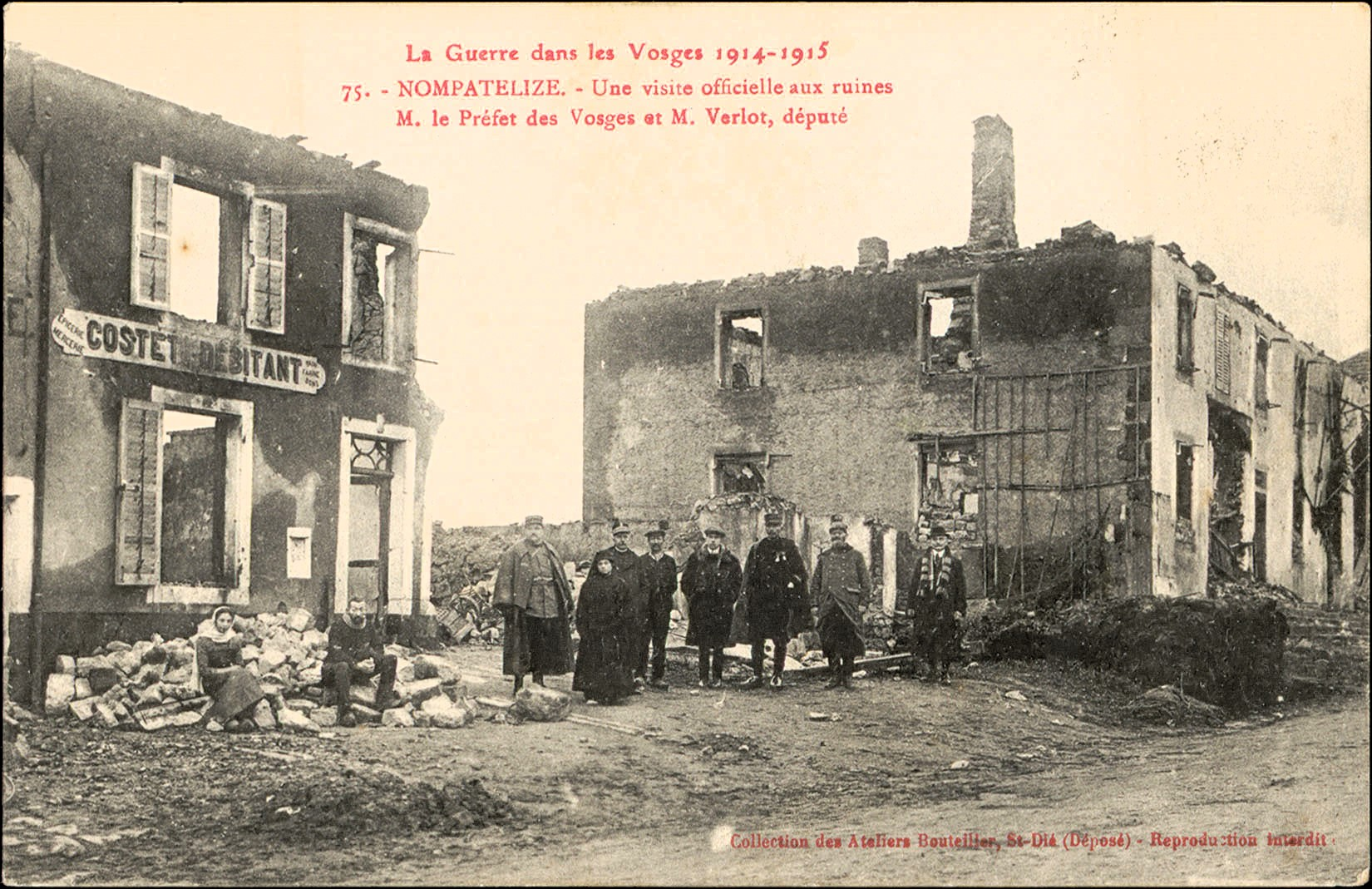
Visite officielle aux ruines par le préfet et le député Verlot (1914-1915).

- Après un long repli à la suite des offensives tonitruantes du début de la Première Guerre mondiale, l'armée française de l'Est s'arqueboute ici, du 25 août au 12 septembre 1914, sur un vaste front défensif au revers du flanc occidental de la vallée de la Meurthe occupée, des hauteurs de Mortagne au col emblématique de la Chipotte. Montrant une résistance acharnée, les bataillons de chasseurs à pied doivent céder au prix de lourdes pertes. Les troupes allemandes ne poursuivent pas l'effort vers Rambervillers et Épinal, et reçoivent l'ordre de se replier, tout en restant au contact, car l'état-major allemand comprend la vacuité d'une difficile avancée alors que la percée allemande par la vallée de l'Oise entrouvre la porte vers Paris. Mais la stratégie allemande est assez vite percée à jour, et les unités de chasseurs à pied excédentaires peuvent contribuer à colmater et restructurer la défense française ébranlée à la suite de l'offensive allemande en Champagne.

La commune a été décorée officiellement le 16 juin 1921 de la croix de guerre 1914-1918.
Après le discours émouvant du maire de Nompatelize, Bernard Gérardin, rappelant les souffrances de l'occupation en 1914 et les 22 morts de la commune au cours des quatre années du conflit mondial, le général Jacquot, délégué du gouvernement chargé d'épingler la croix de guerre, lit le texte du journal officiel, le dimanche 28 août 1921 sur l'estrade improvisée des officiels vosgiens devant la maison commune, décorée de verdures, de guirlandes et de drapeaux :
"Nompatelize (Vosges) a été le théâtre en 1914 de violents combats qui l'ont gravement endommagé. Par la belle tenue morale de ses habitants dont deux furent fusillés au cours de l'occupation ennemie, a bien mérité du pays". 
- Le 3 novembre 1944 avec l'arrivée des unités américaines lors de la Seconde Guerre mondiale.

## Politique et administration

### Liste des maires
| Période                                  | Période   | Identité         | Étiquette | Qualité |
| ---------------------------------------- | --------- | ---------------- | --------- | ------- |
| Les données manquantes sont à compléter. |           |                  |           |         |
|                                          | mars 1983 | Charles Colin    |           |         |
| mars 1983                                | mars 1989 | François Henlé   |           |         |
| mars 1989                                | mars 2001 | Claude Bernard   |           |         |
| mars 2001                                | mars 2008 | Raymond Forterre |           |         |
| mars 2008                                | mars 2014 | Didier Barret    |           |         |
| mars 2014                                | mars 2020 | Pascal Mohr      |           |         |
| mars 2020                                | En cours  | Annie Gérardin   |           |         |

### Budget et fiscalité 2022

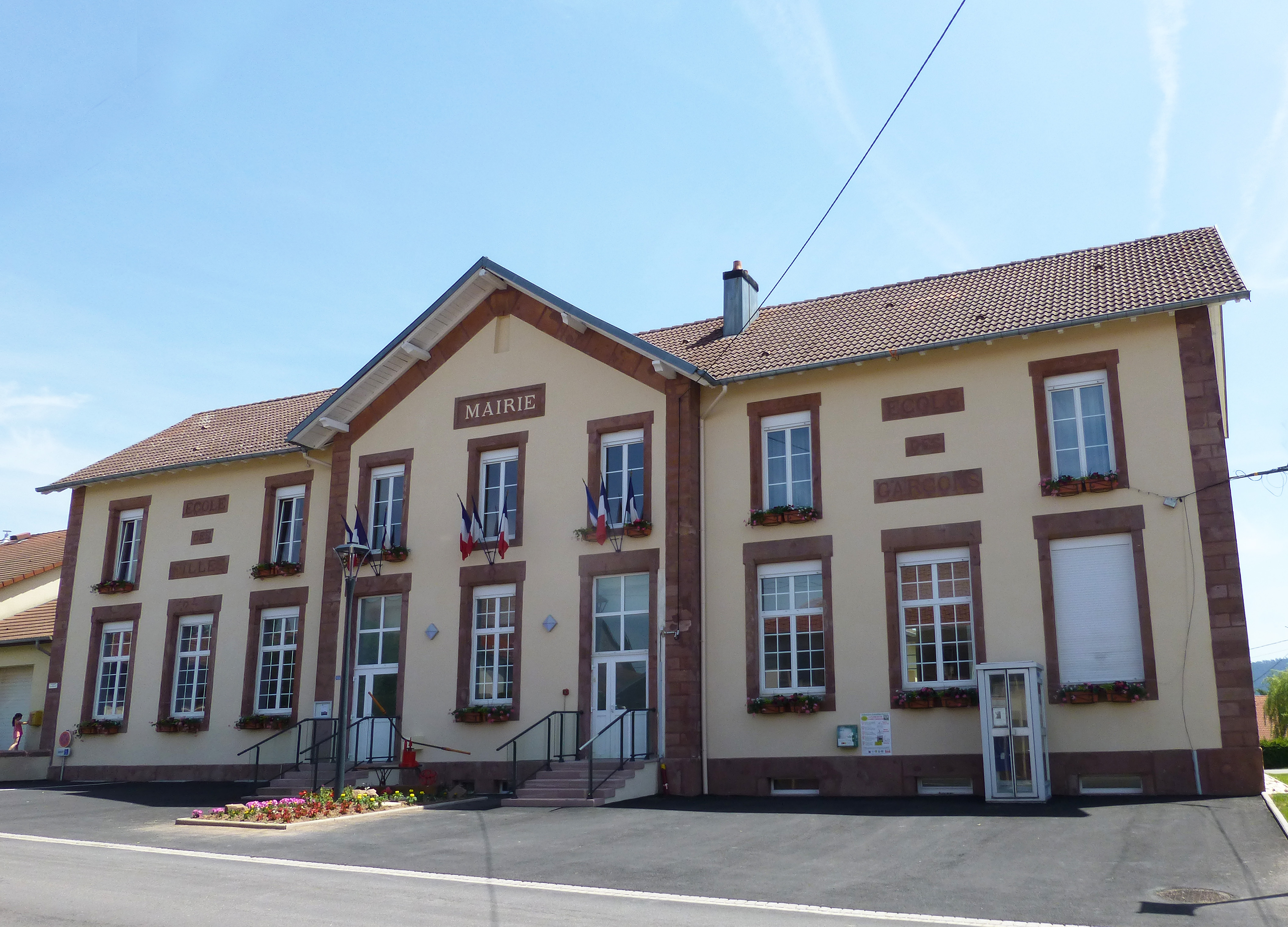
La mairie.

En 2022, le budget de la commune était constitué ainsi :
- total des produits de fonctionnement : 417 000 €, soit 737 € par habitant ;
- total des charges de fonctionnement : 347 000 €, soit 615 € par habitant ;
- total des ressources d'investissement : 167 000 €, soit 295 € par habitant ;
- total des emplois d'investissement : 206 000 €, soit 364 € par habitant ;
- endettement : 100 000 €, soit 177 € par habitant.

Avec les taux de fiscalité suivants :
- taxe d'habitation : 18,43 % ;
- taxe foncière sur les propriétés bâties : 34,65 % ;
- taxe foncière sur les propriétés non bâties : 20,54 % ;
- taxe additionnelle à la taxe foncière sur les propriétés non bâties : 0,00 % ;
- cotisation foncière des entreprises : 0,00 %.

Chiffres clés Revenus et pauvreté des ménages en 2021 : médiane en 2021 du revenu disponible, par unité de consommation : 24 140 €.

## Population et société

### Démographie

#### Évolution démographique
L'évolution du nombre d'habitants est connue à travers les recensements de la population effectués dans la commune depuis 1793. Pour les communes de moins de 10 000 habitants, une enquête de recensement portant sur toute la population est réalisée tous les cinq ans, les populations de référence des années intermédiaires étant quant à elles estimées par interpolation ou extrapolation. Pour la commune, le premier recensement exhaustif entrant dans le cadre du nouveau dispositif a été réalisé en 2008.

En 2022, la commune comptait 535 habitants, en évolution de −0,93 % par rapport à 2016 (Vosges : −2,96 %, France hors Mayotte : +2,11 %).
| 1793 | 1800 | 1806 | 1821 | 1831 | 1836 | 1841 | 1846 | 1856 |
| ---- | ---- | ---- | ---- | ---- | ---- | ---- | ---- | ---- |
| 353  | 360  | 475  | 547  | 635  | 684  | 684  | 688  | 620  |

| 1861 | 1866 | 1876 | 1881 | 1886 | 1891 | 1896 | 1901 | 1906 |
| ---- | ---- | ---- | ---- | ---- | ---- | ---- | ---- | ---- |
| 616  | 651  | 612  | 537  | 503  | 515  | 503  | 465  | 477  |

| 1911 | 1921 | 1926 | 1931 | 1936 | 1946 | 1954 | 1962 | 1968 |
| ---- | ---- | ---- | ---- | ---- | ---- | ---- | ---- | ---- |
| 420  | 389  | 397  | 368  | 381  | 287  | 272  | 270  | 291  |

| 1975 | 1982 | 1990 | 1999 | 2006 | 2008 | 2013 | 2018 | 2022 |
| ---- | ---- | ---- | ---- | ---- | ---- | ---- | ---- | ---- |
| 319  | 391  | 463  | 522  | 551  | 558  | 560  | 541  | 535  |

### Enseignement
Établissements d'enseignements :
- Écoles maternelles et primaires à Saint-Remy, La Bourgonce, La Voivre, Saint-Michel-sur-Meurthe, Étival-Clairefontaine.
- Collèges à Saint-Dié-des-Vosges, Raon-l'Étape.
- Lycées à Saint-Dié-des-Vosges, Raon-l'Étape.

### Santé
Professionnels et établissements de santé :
- Médecins à Saint-Michel-sur-Meurthe, Étival-Clairefontaine, Raon-l'Étape, Moyenmoutier.
- Pharmacies à Saint-Michel-sur-Meurthe, Étival-Clairefontaine, Raon-l'Étape, Moyenmoutier.
- Hôpitaux à Raon-l'Étape, Senones, Baccarat, Rambervillers.

### Cultes
- Culte catholique, Paroisse Sainte-Odile[34], Diocèse de Saint-Dié.

## Économie

### Entreprises et commerces

#### Agriculture
- Culture de céréales, de légumineuses et de graines oléagineuses.
- Autres cultures non permanentes.
- Ferme biologique.
- Sylviculture et autres activités forestières.
- Élevage de vaches laitières.
- Élevage d'autres bovins et de buffles.
- Élevage d'autres animaux.

#### Tourisme
- Hébergements et restauration à Les Rouges-Eaux, La Voivre, Denipaire, Raon-l'Étape, Jeanménil, Senones.

#### Commerces
- Usine automobile Faurecia (site fermé en décembre 2015)[35].
- Commerces et services de proximité.

## Culture locale et patrimoine

### Lieux et monuments

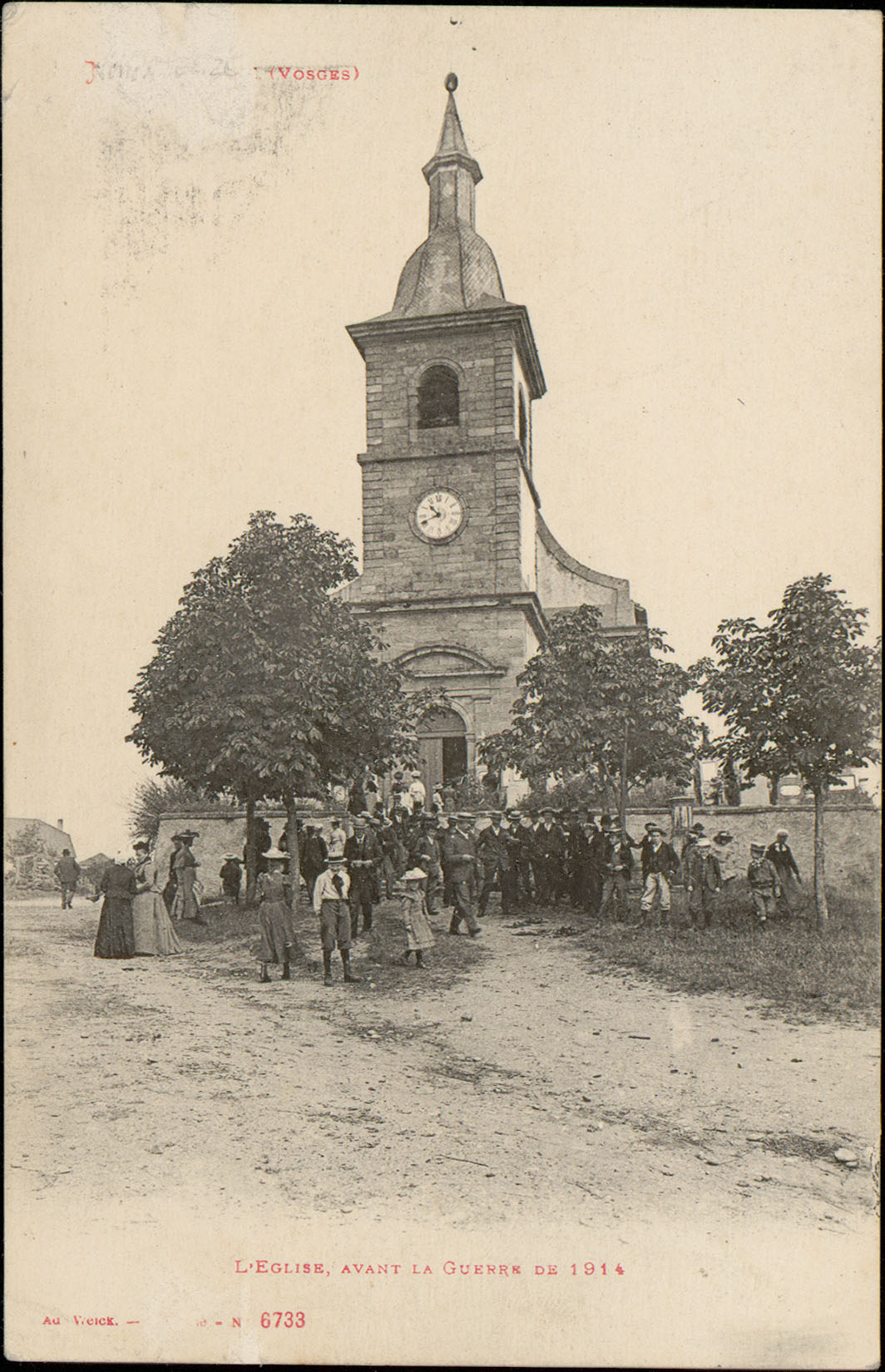
L'église avant la guerre de 1914-1918 (A. Weick).
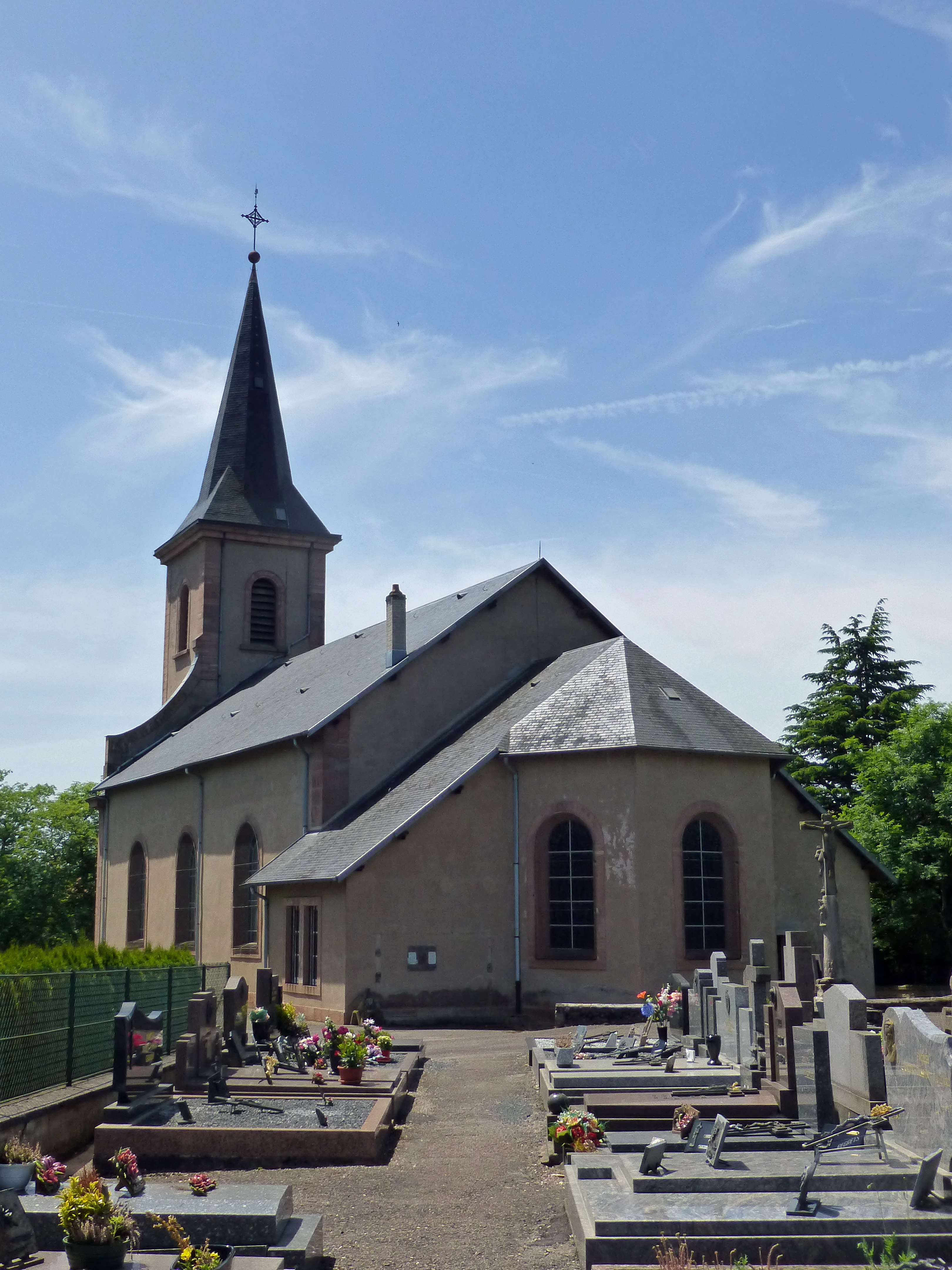
Église Saint-Èvre aujourd'hui.
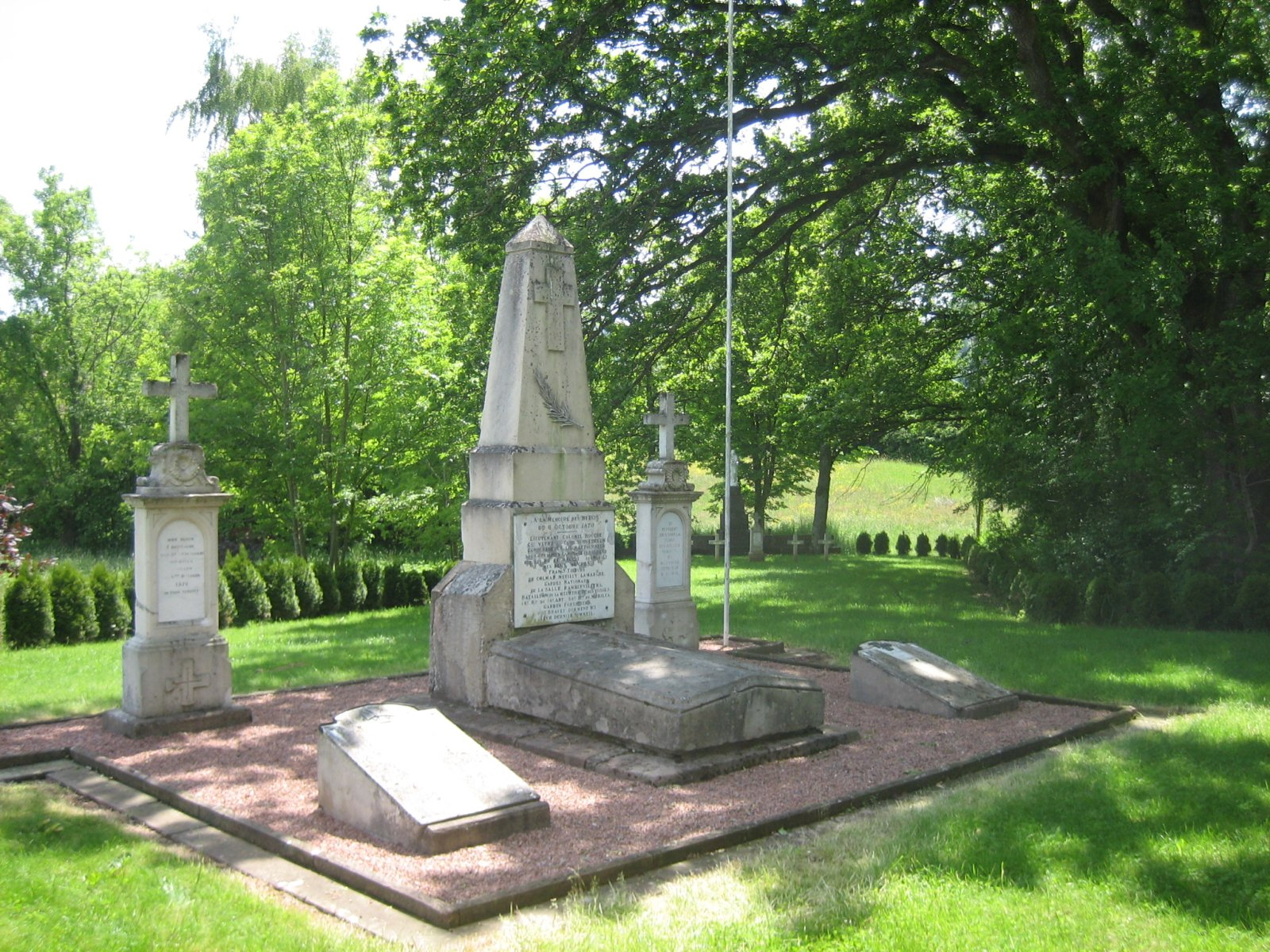
Monument aux morts.
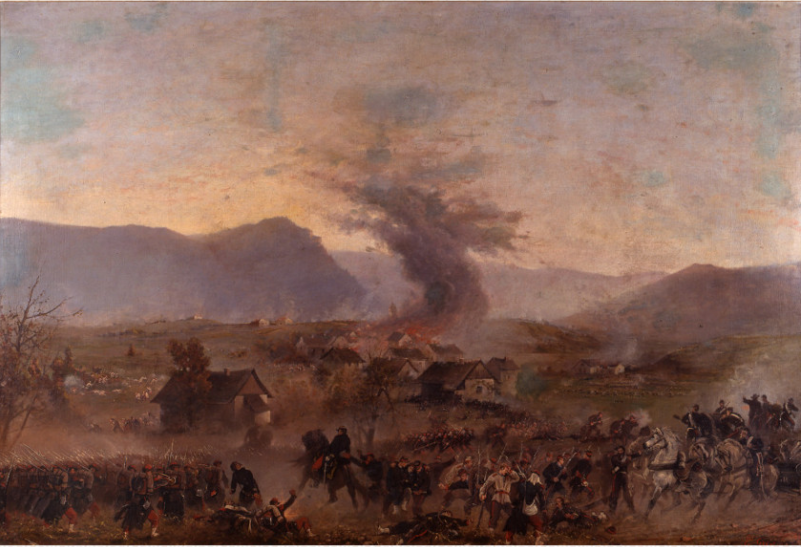
Le bataillon des mobiles de la Meurthe à la bataille de Nompatelize, le 6 octobre 1870. Tableau de Joseph-Émile Gridel[36].

- Église Saint-Èvre avec son clocher a été construit en 1786 et sa nef reconstruite en 1930,

et son orgue.
- Cimetière militaire franco-allemand[23].
- Monuments commémoratifs[38].
- Patrimoine architectural rural recensé par le service de l'Inventaire général du patrimoine culturel : Fermes[39],[40],[41].

### Personnalités liées à la commune
- Marie Camille Idoux, prêtre, historien[42].
- Nompatelize dans les arts et la culture : Émile Gridel[43], né à Baccarat en 1839 et mort en 1902, capitaine au deuxième bataillon de la garde mobile de la Meurthe, a peint à partir des souvenirs du 6 octobre 1870, une huile sur toile en 1874 intitulée "Le combat de Nompatelize". L'œuvre appartient au Musée lorrain de Nancy.

### Héraldique
| Blason de Nompatelize | Blason  | D'or à la grenade d’azur à dextre et au sapin arraché de sinople à senestre; au chef-pal de gueules chargé d'une crosse d'or accostée en chef d’un cristal de neige d'argent et à senestre d’une colombe en vol du même. |
| Blason de Nompatelize | Détails | Création Robert André Louis adoptée le 4 octobre 2016. |